# Església de sant Joan Baptista (Tales)
L'església de sant Joan Baptista de Tales és un temple catòlic situat al centre històric d'aquesta localitat i que es constitueix en una parròquia integrada a l'Arxiprestat de la Mare de Déu de l'Esperança, dins del bisbat de Sogorb-Castelló. Creada en la primera meitat del segle xvi, va formar part del bisbat de Tortosa fins a l'any 1960, i tingué agregada l'església de santa Anna d'Artesa des de 1535 fins a 1971.
Després de la conquesta cristiana de les terres valencianes per Jaume I, Tales va continuar habitada, de la mateixa manera que gran part de la serra d'Espadà, per sarraïns. Tanmateix, després de la revolta de les Germanies, el Rei Carles I concedí als agermanats derrotats una de les seues reivindicacions: la conversió forçosa dels moriscos valencians al cristianisme. Així doncs, vençuda la revolta de l'Espadà l'any 1526, s'inicià el procés de creació de parròquies als fins aleshores nuclis musulmans de la Serra.
Instal·lada provisionalment en l'edifici de l'antiga mesquita, una vegada expulsats els moriscos del Regne de València el 1609, es va construir l'actual edifici de nau rectangular i de factura molt semblant a les esglésies de Vilamalur o d'Artesa. D'aquesta època, però, sols conserva la portada de pedra.
Incendiat el 1936, el seu interior fou renovat després de la Guerra Civil espanyola i es va col·locar un modern altar major de ceràmica, amb una imatge de Crist crucificat de fusta flanquejada per una altra de sant Joan Baptista de dimensions més grans que la mida natural. Obra moderna també és el retaule ceràmic de la degollació de sant Joan, ubicat a la façana de l'edifici.
Al segle xix, el temple va ser ampliat amb la construcció d'una Capella al costat septentrional, en l'altar major de la qual hi ha una imatge de la Mare de Déu del Carme.
La torre campanar compta amb quatre campanes, dues del segle xix i dues més del segle xx.

## Celebracions
Les festes litúrgiques més assenyalades de l'any a l'església de Tales són:
- Degollament de sant Joan Baptista: darrer diumenge d'agost.
- Santíssim Sagrament: primer diumenge de novembre.
- Sant Joan Baptista: dilluns següent al primer diumenge de novembre.
- Santa Bàrbara i sant Roc: dimarts següent al primer diumenge de novembre.